# Leptecophylla tameiameiae
Leptecophylla tameiameiae, được gọi là pūkiawe hoặc maiele trong tiếng Hawaii, là một loài thực vật có hoa bản địa Hawaii và quần đảo Marquesas. Cây cao tới 4,6 m trong rừng và dưới dạng cây bụi cao 0,9–3 m ở những nơi khác. Lá nhỏ như hình kim có màu trắng bên dưới, màu xanh đậm ở trên. Quả mọng tròn có màu từ trắng đến hồng đến đỏ. Pūkiawe được tìm thấy trong nhiều môi trường sống khác nhau ở Hawaii ở độ cao 15–3.230, bao gồm rừng hỗn giao, rừng ẩm ướt, đầm lầy và cây bụi trên núi cao.